# 3 Korpus Pancerny (ZSRR)
3 Humański Korpus Pancerny odznaczony Orderem Czerwonego Sztandaru i Suworowa (ros. 3-й танковый Уманский Краснознамённый ордена Суворова корпус) – jednostka pancerna Armii Czerwonej z okresu II wojny światowej.

## Historia
3 Korpus Pancerny (w skrócie „3-й тк”) powstał w 1942 a jego pierwszym dowódcą został  gen. Dmitrij Mostowienko.  Jednostka walczyła na froncie wschodnim wchodząc w skład 61 Armii a następnie 2 Armii Pancernej. Dowodzona przez gen. mjr Nikołaja Wiedieniejewa uczestniczyła w letniej ofensywie Armii Czerwonej. Nacierając na Warszawę 30 lipca opanowała Wołomin, a następnie Radzymin. W walkach z niemieckimi jednostkami pancernymi 1 Dywizją Pancerno-Spadochronową Hermann Göring, 3 Dywizją Pancerną SS „Totenkopf” i 5 Dywizją Pancerną SS „Wiking” poniosła olbrzymie straty i została zmuszona do odwrotu.  Po walkach w rejonie Radzymina, 6 sierpnia 1944 wykrwawiony 3 Korpus Pancerny (podobnie jak pozostałe jednostki armii radzieckiej uczestniczące w bitwie), został zluzowany  przez oddziały 70 i 47 armii. 
Na mocy rozkazu z 20 listopada 1944 3 Korpus Pancerny został przekształcony w 9 Gwardyjski Korpus Pancerny.